# Edward af Sillén
Edward Claesson af Sillén, född 25 september 1982 i Blumenau i delstaten Santa Catarina i Brasilien, är en svensk manusförfattare och regissör. 
af Sillén har skrivit manus till flera upplagor av Eurovision Song Contest och Melodifestivalen samt sedan 2009 varit kommentator för majoriteten av SVT:s sändningar av Eurovision Song Contest. Han har regisserat och skrivit manus till flera krogshower, evenemang, teaterpjäser och långfilmerna En del av mitt hjärta (2019) och Ett sista race (2023). Som manusförfattare jobbar han ofta ihop med kollegan Daniel Rehn.

## Biografi
Edward af Sillén är född i Brasilien och är adopterad av en svensk far och en amerikansk mor. Föräldrarna träffades i Tyskland och flyttade sedan till Brasilien, där de adopterade Edward. När han var ett år flyttade familjen till Sverige och bosatte sig i stadsdelen Bromma kyrka utanför Stockholm.
Han började tidigt intressera sig för teater, show och musik och har gått en ettårig teaterutbildning.

### Teater, shower och föreställningar
År 2001 fick Edward af Sillén sitt första manusjobb. Med start 2005 var af Sillén verksam som producent, manusförfattare och regissör för QX:s Gaygala från 2005. Under flera år regisserade han även schlagerkvällen på Stockholm Pride. Tillsammans med Daniel Réhn skrev han manuskript till krogshowen Vild med Nanne Grönvall, R.E.A. på Hamburger Börs samt Maria Möllers Är det jul igen? år 2006 på Vasateatern. Han regisserade och skrev manus till Guldbaggegalan 2007 för konferencieren Sissela Kyle samt 2004 för Maria Lundqvist.
Han har även översatt manus och arbetat som regiassistent i Blommor av stål på Vasateatern 2008–2009, med Pernilla August, Gunilla Nyroos och Suzanne Reuter. År 2008 regisserade af Sillén Liza Minnelli och Carola Häggkvist i fyra konserter på Hovet och Scandinavium med Mikael Nyqvist som konferencier. År 2009 regisserade han Charlotte Perrelli, Malena Ernman & Sissela Kyle i föreställningen Svenska stjärnor på Berwaldhallen 2009.
Under 2010–2011 var af Sillén biträdande regissör för musikalen Hair och för William Shakespeares Trettondagsafton på Stockholms Stadsteater.  Hösten 2011 skrev han manus och regisserade Tomas Ledins krogshow Showtime på Rondo i Göteborg. I februari 2012 stod det klart att föreställningen skulle flytta till Cirkus i Stockholm med nypremiär 20 september 2012.
Han har också skrivit och bearbetat den svenska dialogen till musikalen Rock of Ages som spelades på Chinateatern under våren 2013 av bland andra Johan Rheborg. Dessutom har han skrivit manus för Roast på Berns för Kanal 5, Malena Ernmans Sing-a-long på Stockholms Konserthus, Parlamentet på TV 4 för Petra Mede samt turnén Elva veckor, elva städer och I love Musicals för Peter Jöback 2012. 2013 var af Sillén in-house-regissör för musikalen Priscilla på teatern Göta Lejon i Stockholm.
2014 regisserade han pjäsen VD av Stig Larsson på Stockholms Stadsteater. af Sillén hade också ombearbetat pjäsen till en kvinna i titelrollen, spelad av Helena Bergström. Han översatte också pjäsen Arnold av Harvey Fierstein som Stockholms Stadsteater satte upp med bland andra skådespelaren Rikard Wolff.
2015 regisserade och översatte han en kritikerrosad uppsättning av triangeldramat Cockfight av Mike Bartlett på Stockholms Stadsteater och Skvaller av Neil Simon på Uppsala Stadsteater. Samma år regisserade han och översatte Förklädet The Drowsy Chaperone på Göta Lejon med bland andra Björn Kjellman och Maria Lundqvist.
2018 var han med och skrev manuset till musikalversionen av Så som i himmelen på Oscarsteatern, med musik av Fredrik Kempe, som blev en kritikersuccé och spelades i fyrs säsonger. År 2022 regisserade af Sillén en ny version av musikalen på Malmö Opera med Fredrik Lycke i huvudrollen.
Edward af Sillén regisserade och skrev manus till showen Pernilla Wahlgren har Hybris 2020 på Cirkus och krogshowen Tomten och Bocken med Måns Zelmerlöw och Per Andersson på Hamburger Börs. År 2023 regisserade han en musikalversion av långfilmen Änglagård som hade premiär på Oscarsteatern. Manuset skrev han tillsammans med Fredrik Kempe och Daniel Réhn. Föreställningen sattes även upp på Malmö Arena och i Scandinavium under 2025.

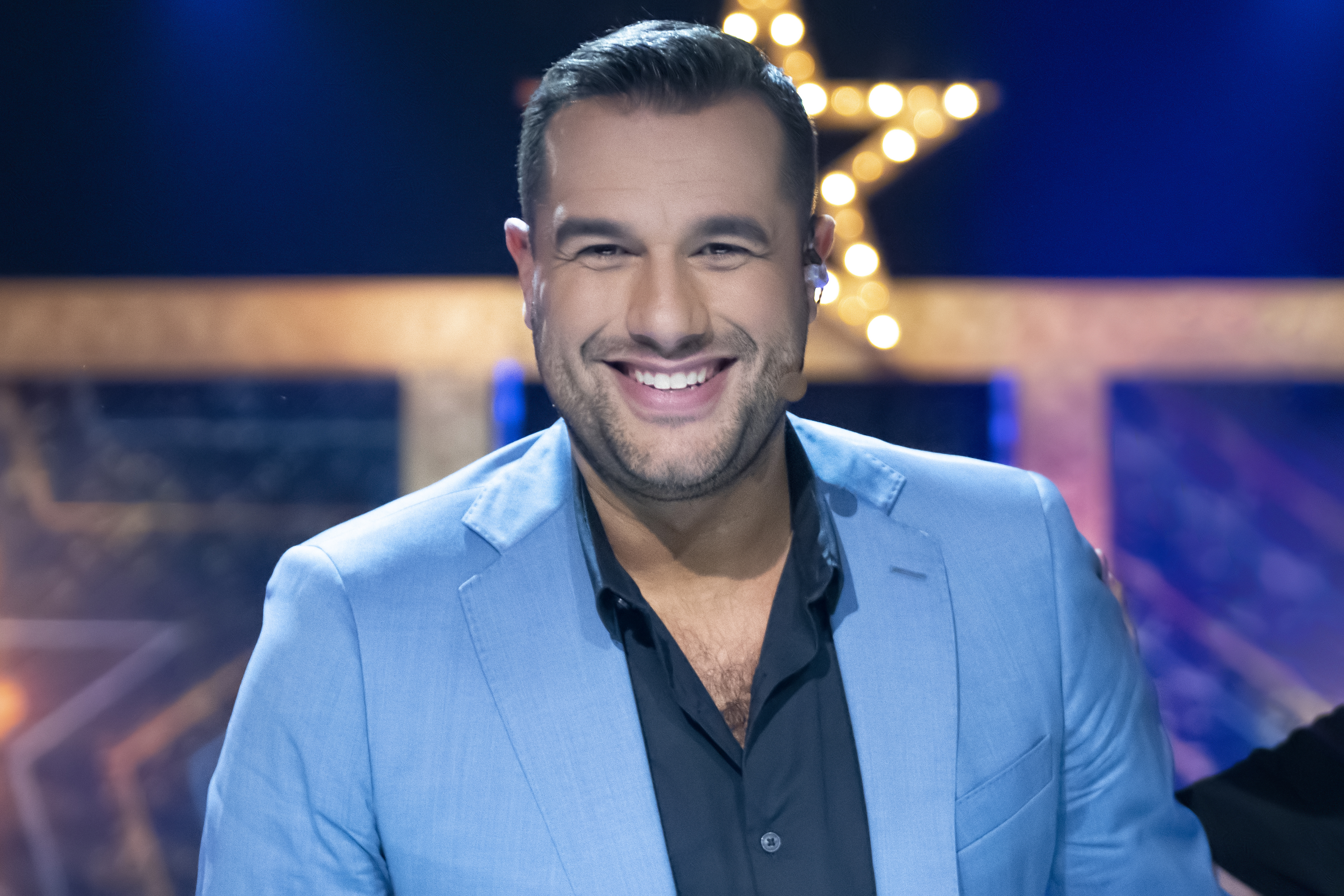
Edward af Sillén i mars 2021, efter inspelningen av andra semifinalen av Talang 2021.

Han satt även i juryn för underhållningsprogrammet Talang i TV4 2021 och 2022. Sedan 2020 medverkar även i SVT:s underhållningsprogram Muren med underhållning som expertområde.

### Film
af Sillén har bland annat skrivit manus till långfilmen En underbar jävla jul (2015) som regisserats av Helena Bergström och Medicinen (2014) som regisserats av Colin Nutley. Han har även regisserat krogshowen Disco Defenders med Alcazar, som hade premiär under våren 2015 på Rondo i Göteborg och It Takes A Fool To Remain Sane med Ola Salo som hade premiär på Rondo 2019. Under 2019 regisserade och översatte han komedin ART av Yasmina Reza med Johan Rheborg, Schyffert och Per Andersson på teater Rival, Trassel av Ray Cooney med Robert Gustafsson och Sussie Eriksson på Krusenstiernska teatern och var svensk regissör/översättare för musikalen Häxorna i Eastwick med Peter Jöback på Cirkus.
Han regisserade långfilmen En del av mitt hjärta med Malin Åkerman och Jonas Karlsson i huvudrollerna, med biopremiär 2019. Filmen blev nominerad till Biopublikens pris på Guldbaggegalan 2020.
af Sillén regisserade långfilmen Ett sista race som hade premiär på juldagen 2023. Han skrev även manus tillsammans med David Hellenius och Hallvard Bræin till filmen.

### Melodifestivalen och Eurovision Song Contest
År 2005 var Edward af Sillén artistkoordinator för Melodifestivalen och Christer Björkmans högra hand, men tvingades lämna posten efter att ha framfört nedlåtande kommentarer om Pernilla Wahlgren och Charlotte Perrelli på ett internetforum.
Edward af Sillén har tillsammans med manusförfattarkollegan Daniel Rehn skrivit manus till bland annat till Petra Mede i Melodifestivalen 2009 som han även regisserade. Till Melodifestivalen året därpå skrev han manus och regisserade sketcher och ett shownummer där Dolph Lundgren framförde Elvis Presleys "A Little Less Conversation".

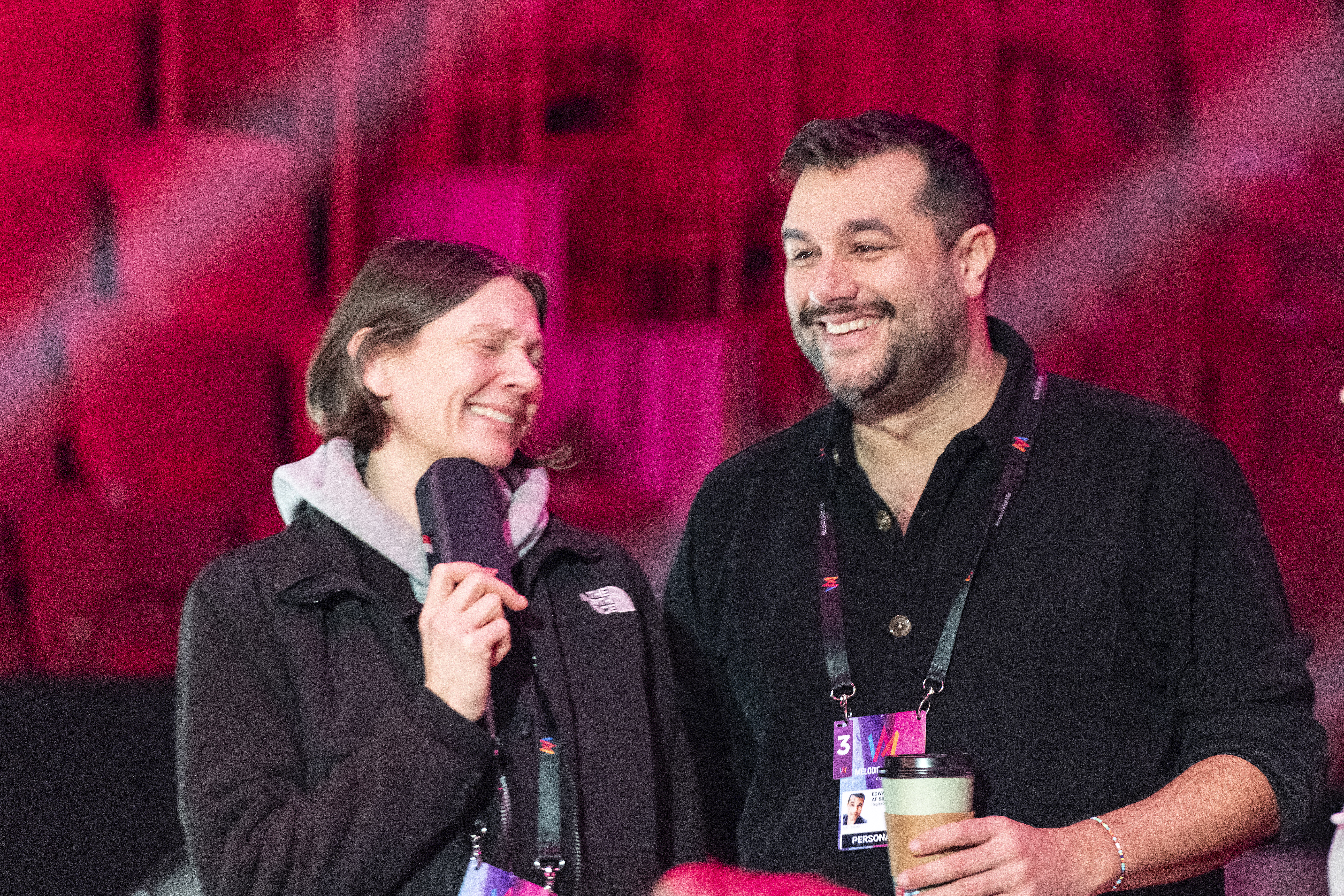
Edward af Sillén och Karin Gunnarsson i samband med Melodifestivalen 2025.

I samband med Melodifestivalen 2012 återvände af Sillén som manusförfattare och regissör tillsammans med Henrik Johnsson som medproducent. Han regisserade då programledartrion Sarah Dawn Finer, Gina Dirawi och Helena Bergström.
Även 2013 var han regissör och manusförfattare för Melodifestivalen 2013 på Sveriges Television (SVT) med Gina Dirawi och Danny Saucedo som programledare; programmet slog tittarrekord. I efterhand kritiserades Sillén och tilldelades juryns specialpris på Skämskuddegalan det året för sitt plagiat av en Neil Patrick Harris-sketch. Under våren 2013 regisserade af Sillén och skrev manuskriptet till Eurovision Song Contests konferencier Petra Mede, vars insats berömdes av bland annat den brittiska tidningen The Guardians recensent.
År 2016 var han tillbaka som regissör och innehållsproducent för 15-årsjubilerande Melodifestivalen 2016, med Gina Dirawi som en av åtta programledare. Han skrev även manus till Petra Mede och Måns Zelmerlöw till Eurovision Song Contest 2016 i Globen. När Eurovision Song Contest 2024 hölls i Malmö var af Sillén tillbaka som manusförfattare och regissör. 
af Sillén har kommenterat Eurovision Song Contest för Sveriges Television vid följande tillfällen: 2009 från Moskva (med Shirley Clamp), 2010 från Oslo (med Christine Meltzer), 2011 från Düsseldorf (med Hélène Benno), 2012 från Baku (med Gina Dirawi), 2014 från Köpenhamn (med Malin Olsson), 2015 från Wien (med Sanna Nielsen), 2017 från Kiev (med Måns Zelmerlöw), 2018 från Lissabon (med Sanna Nielsen), 2019 från Tel Aviv (med Charlotte Perrelli), 2021 från Rotterdam (med Christer Björkman), 2022 från Turin (med Linnea Henriksson), 2023 från Liverpool (med Måns Zelmerlöw), 2024 från Malmö (med Tina Mehrafzoon) och 2025 från Basel (med Petra Mede).
af Sillén har varit kommentator för Junior Eurovision Song Contest. Han kommenterade Junior Eurovision Song Contest 2010 tillsammans med Malin Olsson samt 2011, 2012, 2013 och 2014 tillsammans med Ylva Hällen.
Tillsammans med sångerskan Sarah Dawn Finer skapade han rollfiguren Lynda Woodruff som han regisserat och skrivit sketcher till i både Melodifestivalen 2013 och Eurovision Song Contest 2013.

## Filmmanus
- 2014 – Medicinen
- 2015 – En underbar jävla jul
- 2023 – Ett sista race (också regi)

## Teater

### Regi (ej komplett)
| År   | Produktion                           | Upphovsmän                                                                             | Teater                   |
| ---- | ------------------------------------ | -------------------------------------------------------------------------------------- | ------------------------ |
| 2014 | Disco Defenders                      |                                                                                        | Rondo.                   |
| 2014 | VD                                   | Stig Larsson                                                                           | Stockholms Stadsteater.  |
| 2015 | Skvaller Rumours                     | Neil Simon Översättning Edward af Sillén                                               | Uppsala Stadsteater.     |
| 2015 | Cockfight                            | Mike Bartlett                                                                          | Stockholms Stadsteater.  |
| 2015 | Förklädet The Drowsy Chaperone       | Bob Martin, Don McKellar, Lisa Lambert och Greg Morrison                               | Göta Lejon               |
| 2016 | Rakt ner i fickan Cash on delivery   | Michael Cooney                                                                         | Krusenstiernska gården   |
| 2016 | Oscarsrevyn, revy                    | Calle Norlén                                                                           | Oscarsteatern            |
| 2017 | Shirley Valentine                    | Willy Russell Översättning Edward af Sillén                                            | Maximteatern             |
| 2019 | Art                                  | Yasmina Reza Översättning Edward af Sillén                                             | Rival                    |
| 2019 | Trassel Out of Order                 | Ray Cooney Översättning Edward af Sillén                                               | Krusenstiernska gården   |
| 2020 | Pernilla Wahlgren har Hybris         | Edward af Sillén, Daniel Réhn, Calle Norlén, ensemblen och Manusfamiljen               | Cirkus, Stockholm/ Turné |
| 2020 | Pappor på prov It Runs in the Family | Ray Cooney Översättning Edward af Sillén                                               | Krusenstiernska gården   |
| 2022 | Tootsie                              | David Yazbek(en) och Robert Horn Översättning Calle Norlén                             | Oscarsteatern            |
| 2023 | Pappor på prov It Runs in the Family | Ray Cooney Översättning Edward af Sillén                                               | Krusenstiernska gården   |
| 2024 | Oj då! … en till?! One For the Pot   | Ray Cooney och Tony Hilton Översättning Andreas T Olsson, Bearbetning Edward af Sillén | Krusenstiernska gården   |
| 2024 | Dreamgirls                           | Henry Krieger och Tom Eyen Översättning Calle Norlén                                   | Chinateatern             |